# Malba (Queens)

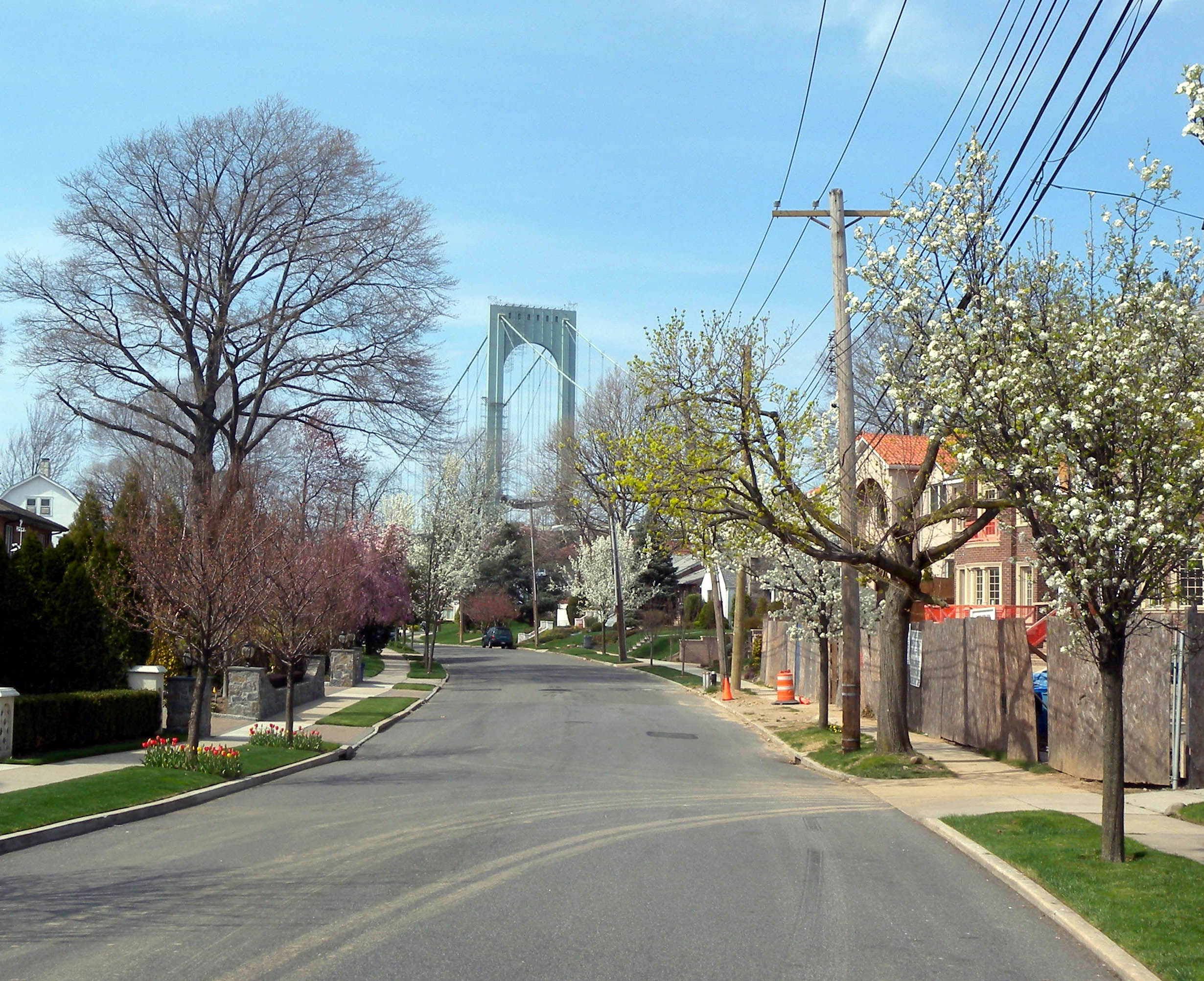
Blick nach Norden auf den Malba Drive

Malba ist ein exklusives, ruhiges Wohnviertel im Nordosten des Stadtbezirks Queens, New York City.

## Lage
Malba liegt direkt am East River, wird im Osten vom Whitestone Expressway, im Süden von der 14th bzw. 15th Avenue und im Westen von der 138th Street begrenzt. Malba bietet malerische Ausblicke auf den East River und die Whitestone Bridge und ist bekannt für seine großzügigen Grundstücke sowie luxuriösen Villen.

## Geschichte
Die Geschichte von Malba reicht bis ins 17. Jahrhundert zurück, als David Roe, ein englischer Siedler, das Gebiet besiedelte und große Ländereien rund um die heutige Powell’s Cove erwarb. Nach mehreren Besitzerwechseln erwarb William Ziegler, ein Industrieller und Präsident der Royal Baking Powder Company, das Gelände im späten 19. Jahrhundert. Nach Zieglers Tod wurde das Gebiet 1908 für eine exklusive Wohnsiedlung erschlossen. Der Name „Malba“ setzt sich aus den Anfangsbuchstaben der Nachnamen der fünf Gründer der Malba Land Company zusammen: Maycock, Alling, Lewis, Bishop und Avis.
1908 entstanden die ersten Häuser, bis zum Ersten Weltkrieg waren es dreizehn, und in den 1920er-Jahren wurden mehr als hundert Villen gebaut. Malba entwickelte sich zu einem der wohlhabendsten Viertel von Queens, das bis heute seinen exklusiven Charakter bewahrt hat.

## Demografie
Demografisch ist Malba überwiegend von einer weißen, europäischstämmigen Bevölkerung geprägt, darunter viele griechische, italienische und irische Familien sowie eine jüdische Gemeinde. Im 21. Jahrhundert sind auch asiatisch-amerikanische Familien hinzugekommen. Die Nachbarschaft ist klein, exklusiv und zählt zu den wohlhabendsten von Queens, was sich in den Immobilienpreisen und der geringen Bevölkerungsdichte widerspiegelt.